# Sayiana viequensis
Sayiana viequensis är en insektsart som beskrevs av Caldwell 1952. Sayiana viequensis ingår i släktet Sayiana och familjen Derbidae. Inga underarter finns listade i Catalogue of Life.